# 天峨槭
天峨槭（学名：Acer wangchii sp. wangchii）为槭树科槭属下的一个亚种。

## 扩展阅读
- 維基物種上的相關：天峨槭